# 大河原町

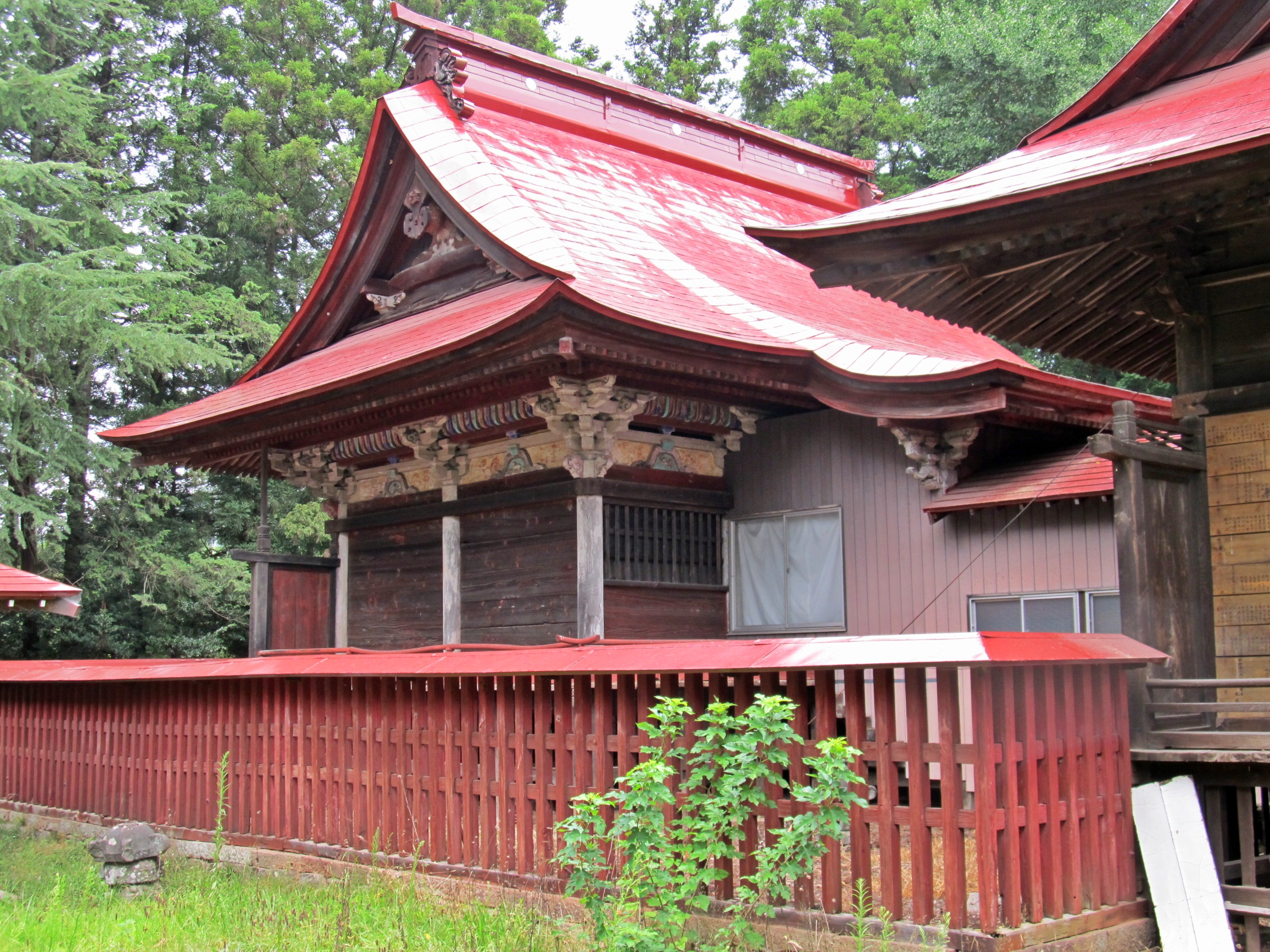
大高山神社本殿

大河原町（おおがわらまち）は、宮城県南部の柴田郡に属する町。奥州街道の宿場町として栄えた町であり「仙南の商都」として発展してきた。県の地域区分では仙南地域（仙南圏）に含まれる。

## 地理
町の中心部を白石川が流れる。冬季の早朝に見る白石川は美しい。また、白石川には毎年、多くの渡り鳥（カモ類やコハクチョウ・オオハクチョウ）が飛来する。白石川の両岸には、隣の柴田郡柴田町にかけて約8km、約1200本の桜並木が続いており、「一目千本桜」として町民に親しまれている。桜の季節（例年4月中旬が見頃）には、すぐ横を走るJR東北本線の列車もこの区間は徐行運転を行う。この一目千本桜は、宮城県では柴田町の船岡城址公園とともに日本さくら名所100選の地に選ばれ、桜の季節は毎年多くの観光客が訪れる。また、夏は町内中にラベンダーが咲き揃う。
観光以外の面として、広域行政機関が所在する仙南行政の中心地となっている。大河原町は、地理的に柴田郡柴田町・白石市・角田市・柴田郡村田町からの人や車の流れが交わる位置にあり、宮城県南部の交通の要衝となっている。このため、町内の国道4号バイパス沿いには中小の店舗が林立し、宮城県南部随一の集客力を持つ商業地区となっている。一方で、かつての中心街であった駅前や本町・中町の商店街は寂れ、仙台方面を志向する人々へのベッドタウン化が進んでいる。駅前には行政主導で作られた複合商業施設があるが、テナントが未定の部分がある。
8月中旬頃に行われる「おおがわら夏まつり」の花火大会は、仙南地域では一番歴史が古い。

## 歴史
藩政時代には奥州街道沿いの大河原村には大河原宿が設置され、宿場町を形成していた。
伊達政宗に従った大河原村出身の鉄砲組足軽が仙台城下町の東八番丁に居住したため、東八番丁は「大河原町」（仙台弁発音：おがらまち）との別称でも呼ばれた。
1889年（明治22年）4月1日、町村制施行にともない、大河原村、小山田村、大谷村、福田村の計4か村が合併して大河原町が発足した。
1917年（大正6年）から1923年（大正12年）にかけて、白石川の治水工事が行われ、流路の蛇行の解消や築堤が行われた。工事が完了する半年前に、大河原出身で、当時、東京商機新聞の社長だった高山開治郎がソメイヨシノ1000本余りを町に寄贈した。寄贈された桜は治水工事で作られた堤防に植樹され、住人の有志や柴田農林学校の生徒によって保護、育成された。これが現在、白石川を彩り「一目千本桜」と呼ばれる桜並木の起源である。
1956年（昭和31年）9月30日、金ヶ瀬村と合併し、新制の大河原町が発足した。
2000年代に入ると日本各地で市町村合併の動きが多く見られるようになる。大河原町も2002年（平成14年）12月25日に柴田町、村田町と共に合併協議会を設置し、合併に向かって協議を進めた。しかし結果として協議は決裂し、2004年（平成16年）度末をもって合併協議会は廃止された。協議決裂の原因は、新市名が柴田市に決まったことに加え、合併後の市役所仮庁舎も柴田町役場に決まったことで、大河原町民に合併協議への不信感が生まれたことが要因とされる。

### 町名の由来
「大きな川を有する原」という意味ではない。「多くの河が合流する（逢う）原」という意味である。即ち、「逢河原」から「大河原」へと変化した。その地に「大河原宿」が設置され、人、物の交流の場となり、今日の「大河原」の基礎がつくられた。

## 行政

### 歴代町長
- 「昭和の大合併」以前

| 代 | 氏名       | 就任                       | 退任                       | 備考   |
| -- | ---------- | -------------------------- | -------------------------- | ------ |
| 1  | 太田荘十郎 | 1889年（明治22年）4月21日  | 1893年（明治26年）4月20日  |        |
| 2  | 高橋忠助   | 1893年（明治26年）4月22日  | 1896年（明治29年）9月12日  |        |
| 3  | 太田荘十郎 | 1896年（明治29年）9月23日  | 1899年（明治32年）6月26日  | 再任   |
| 4  | 渡辺紋十郎 | 1899年（明治32年）7月1日   | 1900年（明治33年）2月25日  |        |
| 5  | 太田荘十郎 | 1900年（明治33年）2月26日  | 1901年（明治34年）9月30日  | 再々任 |
| 6  | 富沢頼孝   | 1901年（明治34年）10月11日 | 1904年（明治37年）12月24日 |        |
| 7  | 大場善助   | 1905年（明治38年）3月3日   | 1916年（大正5年）11月20日  |        |
| 8  | 渡辺音治   | 1917年（大正6年）11月21日  | 1919年（大正8年）3月7日    |        |
| 9  | 大須賀一善 | 1919年（大正8年）4月16日   | 1919年（大正8年）7月31日   |        |
| 10 | 須嶋豊治   | 1920年（大正9年）1月23日   | 1920年（大正9年）10月5日   |        |
| 11 | 飯淵辰一郎 | 1922年（大正11年）5月22日  | 1924年（大正13年）5月26日  |        |
| 12 | 佐藤源十郎 | 1924年（大正13年）7月3日   | 1932年（昭和7年）7月2日    |        |
| 13 | 大槻鶴吉   | 1932年（昭和7年）7月3日    | 1937年（昭和12年）3月3日   |        |
| 14 | 庄司一郎   | 1937年（昭和12年）3月20日  | 1945年（昭和20年）12月23日 |        |
| 15 | 三浦孫一郎 | 1946年（昭和21年）2月5日   | 1949年（昭和24年）1月16日  |        |
| 16 | 吉田新三郎 | 1949年（昭和24年）2月23日  | 1956年（昭和31年）9月29日  |        |

- 「昭和の大合併」以後

| 代 | 氏名       | 就任                       | 退任                       | 備考 |
| -- | ---------- | -------------------------- | -------------------------- | ---- |
| 1  | 佐藤源十郎 | 1956年（昭和31年）10月28日 | 1960年（昭和35年）10月27日 |      |
| 2  | 佐藤源十郎 | 1960年（昭和35年）10月28日 | 1964年（昭和39年）10月27日 |      |
| 3  | 佐藤源十郎 | 1964年（昭和39年）10月28日 | 1968年（昭和43年）10月27日 |      |
| 4  | 佐藤源十郎 | 1968年（昭和43年）10月28日 | 1972年（昭和47年）10月27日 |      |
| 5  | 遠藤庄一   | 1972年（昭和47年）10月28日 | 1976年（昭和51年）10月27日 |      |
| 6  | 遠藤庄一   | 1976年（昭和51年）10月28日 | 1980年（昭和55年）10月27日 |      |
| 7  | 遠藤庄一   | 1980年（昭和55年）10月28日 | 1984年（昭和59年）10月27日 |      |
| 8  | 高橋誠一   | 1984年（昭和59年）10月28日 | 1988年（昭和63年）10月27日 |      |
| 9  | 佐藤卓郎   | 1988年（昭和63年）10月28日 | 1992年（平成4年）10月27日  |      |
| 10 | 佐藤卓郎   | 1992年（平成4年）10月28日  | 1996年（平成8年）10月27日  |      |
| 11 | 佐藤卓郎   | 1996年（平成8年）10月28日  | 2000年（平成12年）10月27日 |      |
| 12 | 佐藤卓郎   | 2000年（平成12年）10月28日 | 2004年（平成16年）10月27日 |      |
| 13 | 齋清志     | 2004年（平成16年）10月28日 | 2008年（平成20年）10月27日 |      |
| 14 | 齋清志     | 2008年（平成20年）10月28日 | 2012年（平成24年）10月27日 |      |
| 15 | 伊勢敏     | 2012年（平成24年）10月28日 | 2016年（平成28年）10月27日 |      |
| 16 | 齋清志     | 2016年（平成28年）10月28日 | 2020年（令和2年）10月27日  | 再任 |
| 17 | 齋清志     | 2020年（令和2年）10月28日  | 現職                       |      |

## 地域

### 人口
| |                                          |  |
| 大河原町と全国の年齢別人口分布（2005年） | 大河原町の年齢・男女別人口分布（2005年） |  |
| ■紫色 ― 大河原町 ■緑色 ― 日本全国 | ■青色 ― 男性 ■赤色 ― 女性                |  |
| 大河原町（に相当する地域）の人口の推移 \| 1970年（昭和45年） \| 16,033人 \| \| \| 1975年（昭和50年） \| 17,525人 \| \| \| 1980年（昭和55年） \| 19,332人 \| \| \| 1985年（昭和60年） \| 20,305人 \| \| \| 1990年（平成2年） \| 20,901人 \| \| \| 1995年（平成7年） \| 21,995人 \| \| \| 2000年（平成12年） \| 22,767人 \| \| \| 2005年（平成17年） \| 23,335人 \| \| \| 2010年（平成22年） \| 23,530人 \| \| \| 2015年（平成27年） \| 23,798人 \| \| \| 2020年（令和2年） \| 23,571人 \| \| |                                          |  |
| 総務省統計局 国勢調査より |                                          |  |
| 1970年（昭和45年） | 16,033人                                 |  |
| 1975年（昭和50年） | 17,525人                                 |  |
| 1980年（昭和55年） | 19,332人                                 |  |
| 1985年（昭和60年） | 20,305人                                 |  |
| 1990年（平成2年） | 20,901人                                 |  |
| 1995年（平成7年） | 21,995人                                 |  |
| 2000年（平成12年） | 22,767人                                 |  |
| 2005年（平成17年） | 23,335人                                 |  |
| 2010年（平成22年） | 23,530人                                 |  |
| 2015年（平成27年） | 23,798人                                 |  |
| 2020年（令和2年） | 23,571人                                 |  |

### 行政

#### 国の機関
厚生労働省

大河原労働基準監督署

- 大河原公共職業安定所（ハローワーク大河原）
- 大河原労働基準監督署

財務省
- 東北財務局仙台国税局大河原税務署

農林水産省
- 東北農政局大河原庁舎
- 東北農政局大河原統計・情報センター

防衛省
- 自衛隊宮城地方協力本部大河原地域事務所

法務省
- 仙台法務局大河原支局
- 仙台地方検察庁大河原支部
- 大河原区検察庁

裁判所
- 仙台地方裁判所大河原支部
- 仙台家庭裁判所大河原支部
- 大河原簡易裁判所

#### 県の機関

宮城県大河原合同庁舎

- 宮城県大河原合同庁舎
  - 大河原地方振興事務所
  - 大河原農業改良普及センター
  - 大河原家畜保健衛生所
  - 大河原土木事務所
  - 大河原教育事務所
  - 仙南保健福祉事務所
  - 大河原県税事務所

#### 町の機関
- 大河原町役場

#### 広域行政
- 仙南地域広域行政事務組合
  - 事務局
  - 教育委員会事務局
  - 議会事務局
  - 視聴覚教材センター
  - 仙南芸術文化センター（えずこホール）
- みやぎ県南中核病院企業団（大河原町、角田市、柴田郡柴田町、柴田郡村田町）
  - みやぎ県南中核病院（仙南圏全域、名取市、岩沼市、亘理郡の名亘地域の総合病院）

#### 警察
- 宮城県警察 大河原警察署

#### 消防

大河原消防署

- 仙南地域広域行政事務組合消防本部
  - 大河原消防署
- 大河原町消防団

#### 特殊法人
- 日本年金機構
  - 大河原年金事務所

### 教育

#### 高等学校
- 宮城県大河原産業高等学校

#### 中学校
- 大河原町立大河原中学校
- 大河原町立金ケ瀬中学校

#### 小学校
- 大河原町立大河原小学校
- 大河原町立金ケ瀬小学校
- 大河原町立大河原南小学校

## 郵便
- 大河原郵便局（集配局）
- 大河原桜町郵便局
- 大河原幸町郵便局
- 金ケ瀬郵便局

## 交通

大河原駅

### 鉄道
- 東日本旅客鉄道（JR東日本）
  - 東北新幹線：町内を通っているが、駅は無い。
  - 東北本線：大河原駅

### バス
- ミヤコーバス
  - 川崎線
大河原駅前 - 沼辺 - 村田営業所 - 川崎
  - 大河原遠刈田線
大河原駅前 - 宮大橋 - 蔵王町役場 - 遠刈田温泉
大河原駅前 - 宮小学校前

### 道路
一般国道
- 国道4号

都道府県道
- 宮城県道14号亘理大河原川崎線
- 宮城県道50号白石柴田線
- 宮城県道110号大河原高倉線
- 宮城県道115号蔵王大河原線
- 宮城県道216号大河原停車場線

## 産業

### 本社を置く企業
- 株式会社ヒルズ（「もち豚」と呼ばれるブランド豚の飼育）

菓匠三全（『仙台銘菓「萩の月」』で知られる。「仙台」の指し示す範囲については「仙台」参照）の工場があり、工場所在地が従来本社となっていたが、現在は仙台市青葉区の「広瀬通り 大町本店」に本社を移している。

### 名産品
「一目千本桜」という名称で、日本酒、味噌、醤油などが販売されている。
「和豚もちぶた」という名のブランド豚が飼育されている。

### 金融機関
- 七十七銀行大河原支店(本店・仙台市青葉区)
- 仙台銀行大河原支店(本店・仙台市青葉区)
- 仙南信用金庫大河原支店(本店・白石市)
- 相双五城信用組合大河原支店(本店・福島県相馬市)
- 東北労働金庫大河原支店(本店・仙台市青葉区)
- みやぎ仙南農業協同組合大河原支店(本店・柴田郡柴田町)

## 著名な出身者
- 遠藤誠 - 弁護士
- 大泉孝 - 上智大学学長
- 尾形亀之助 - 詩人
- 佐藤佐太郎 - 歌人
- 一條裕子 - 漫画家
- 佐藤育美 - フリーアナウンサー
- 咲人 - ヴィジュアル系ロックバンド「ナイトメア」のギタリスト
- 木村暁 - 岩手競馬騎手
- 石森虹花 - アイドル
- 新井ひとみ - 東京女子流の副リーダー
- ライオン古山 - プロボクサー
- 中森宏 - プロボクサー
- さとうたけし - パフォーマンスアーティスト
- 猿渡英矢 - メイクアップアーティスト
- YUNA - プロレスラー